# Hayes (Hillingdon)

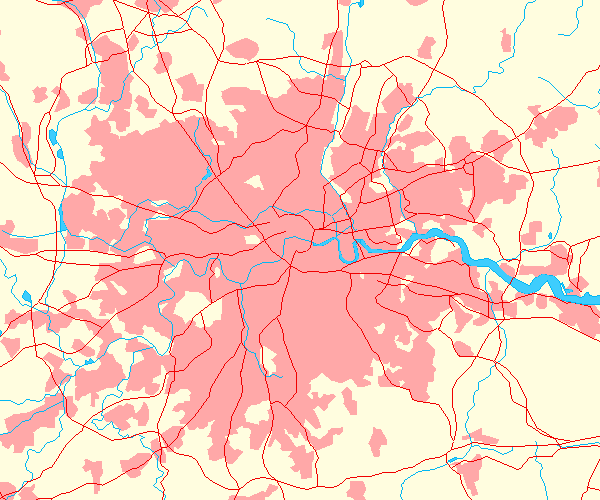
Hayes

Hayes város Hillingdon kerületben. Ez London egyik fejlődő városrésze. 20,9 km-re nyugatra van a Charing Crosstól.
A terület a 19. század végén, a 20. század elején indult fejlődésnek, mikor idetelepültek a gyárak, és felépítették a környéken a munkások házait. Ez az úgynevezett második ipari forradalom egyik tipikus terméke: új, tágas ipartelepek egy meglévő város szélén.
Itt van a London-Heathrow-i repülőtér.
Neve angolszászul bozóttal benőtt területet jelent.

## Története
A 19. század végéig Hayes (Nyugat-London) mezőgazdasági és téglavető terület volt. Mivel a Grand Union-csatorna (abban az időben Grand Junction-csatorna) és a Great Western Railway (Nagy nyugati vasút) mellett fekszik, a 19. században számos, iparilag hasznosítható előnye volt. Ezt kihasználva a Hayes Development Company telkeket ajánlott a vasút északi oldalán, a csatorna partján.

### Technológia
Az első idetelepülők között volt a Gramophone Company, később His Master's Voice, ma EMI. Ebből mára csak az EMI archívumai és a – később lovaggá ütött Owen Williams – által tervezett épületek maradtak fenn.
Itt, a Central Resaerch Laboratoriesban (CRL) találta fel Isaac Shoenberg a teljesen elektromos, 405 soros televíziót, amit a BBC először 1936-ban használt. Valamint itt fogott bele Alan Blumlein a hallás vizsgálatába, ami később elvezette a sztereó gramofon elkészítéséig. A „Train at Hayes Station” és a „Walking & Talking” két kiváló példa a sztereó hang filmes használatára.
1939-ben feltalálták a 600 MHz-es rádiót, 1941–1942-ben pedig a H25 radarrendszert. Később Godfrey Hounsfield itt készítette el a számítógépes tomográfot (CT), amiért 19723-ban MacRobert-díjat, 1979-ben Nobel-díjat kapott.
Az 1990-es években a CRL kifejlesztett még egy világsikerű találmányt, a Sensaura 3D-s hangberendezést. Ezt a licencet sok hangkártyát gyártó cég megvásárolta. Ezen kívül játékkonzolokban és számítógépes játékokban is használják. Bumblein munkássága után a Hanley állomás volt az első hely, melynek hangját 3D-s technológiával is felvették. A Sensaura-csoport 2001-ben MacRobert-díjat nyert.

### Repülőgépgyár
Az első világháború idején az EMI gyáraiban repülőgépeket gyártottak. Richard Fairey egy ideig itt segédkezett, mielőtt megalapította a Fairey Aviatont, ami a vasút másik oldalán volt. Mivel szüksége volt egy tesztpályára, elfoglalta a mai Heathrow területét. Ezt a második világháború vége felé a légügyi minisztérium elkobozta, majd később átnevezte. Míg a Safeway plc-t a Morrisons fel nem vásárolta, addig addig itt, a Fairy Aviation részen volt üzlete. 2006 elején a cég eladta ezt a területet egy ismeretlen befektetőnek.
A Nestlé gyár a csatorna mellett létesített egy gyárat, ahol csokoládét és instant kávét gyártanak. Sok évig ez volt az itteni központjuk.
A Nestlével szemben, a csatorna másik oldalán található az Aerolian cég, amely zongorákat és különböző tekercseket gyárt. A céget kevéssel az első világháború előtt alapították. A gazdasági helyzet, valamint a magnetofonok elterjedése okozta a cég csődjét. A gyárat felrobbantották, helyén ma a Walls, egy húsgyár és jégkrémgyár működik.

### Külvárossá válás
Mióta külváros lett, az ipar kiváló lett, de a megfelelő minőségű házak építse csak az első világháború után indult meg, de ekkor a legjobb színvonalú kertes házas kertvárossá vált.
George Orwell itt dolgozott a Church utcai Hawtorns fiú-középiskola igazgatójaként. Az iskola azóta bezárt, és helyén a The Fountain House Hotel áll.
Azóta is több híres ember megfordult erre. Az angol válogatott egykori tagja, Glenn Foddle 1957-ben itt született, a BBC egykori főigazgatója, George Dyke itt volt gimnazista.
Hayne leghíresebb lakosa sokkal régebben élt ezen a környéken. Ő az „angol zene atyja”, William Byrd. Az 1540-es években lakott itt, és egy környékbeli általános iskola az ő nevét viseli.

## Napjainkban
Annak ellenére, hogy olyan helyek vannak itt, mint a Barra Hall Park, Hayes elsősorban lakóterület, a központjában ipari üzemekkel. Vásárlási téren Hayes nagyon közel áll Uxbridge-hez és Hounslowhoz, mivel ezek a területek sokkal szélesebb kínálatot biztosítanak.
Hayesben se mozi, se kiállítás nincs, a kulturális élet lehetőségét egy színház biztosítja. A város katolikus templomában egy 20. századi olasz festő, Pietro Annigoni Mária gyermekkel című festménye látható. Éjszaka sok kocsma tart nyitva, ez biztosítja az éjszakai életet. A város focicsapata, a Hayes F.C. a Conference South-ban játszik.
Közeli helyek: 
- Ealing
- Greenford
- Hanwell
- Harlington
- Hounslow
- Northolt
- Southall
- Uxbridge
- Yeading
- West Drayton

Legközelebbi vasútállomás: Hayes and Harlington vasútállomás.